# تبادل إطلاق نار وايلد بيل هيكوك - ديفيز توت
تبادل إطلاق نار وايلد بيل هيكوك - ديڤيز توت هو تبادل لإطلاق النار حدث في 21 يوليو 1865 في ميدان بلدة سبرينجفيلد، ميزوري بين وايلد بيل هيكوك والمقامر ديڤيز توت. هي واحدة من الحالات المُسجَّلة القليلة في الغرب الأمريكي القديم لمبارزة السحب السريع للمسدس واحد لواحد في مكان عام، بالطريقة التي أصبحت بعد ذلك أيقونية في عدد لا يُحصى من الروايات والدراما الإذاعية والأفلام الغربية مثل وسط الظُهر. تم نشر أول قصة لتبادل إطلاق النار بالتفصيل في مقال في مجلة هارپر في سنة 1867، وهو ما جعل هيكوك اسمًا مألوفًا وبطلًا شعبيًا.

## مقدمة
كان المقامران توت وهيكوك في وقت ما أصدقاء، على الرغم من حقيقة أن توت كان محارب قديم في الجيش الكونفدرالي، وأن هيكوك كان مستطلعًا لجيش الاتحاد. جاء ديڤيز توت أساسًا من مقاطعة ماريون، أركنساس حيث أسرته كانت قد تورطت في حرب توت-إيڤرت التي قُتل خلالها العديد من أفراد أسرته. وقد جاء شمالًا إلى ميزوري بعد الحرب الأهلية. بينما وُلد هيكوك في إلينوي، وجاء إلى الغرب بعد أن اُعتُقد بشكل خاطئ أنه قتل رجلًا في شجار مخمور.[بحاجة لمصدر]
وحدث الوقوع النهائي بين هيكوك وتوت على النساء. فكانت هناك تقارير تفيد بأن هيكوك ولد طفل غير شرعي مع شقيقة توت، في حين لوحظ أن توت كان يولي اهتمامًا كبيرًا لعشيقة هيكوك سوزانا مور. عندما بدأ هيكوك في رفض اللعب في أي لعبة ورق تتضمن توت، ورد راعي البقر من خلال الدعم العلني للاعبي الورق المحليين الآخرين مع تقديم النصائح والمال في مسعى مكرس لإفلاس هيكوك.[بحاجة لمصدر]